# Chris Stein
Pour les articles homonymes, voir Stein.

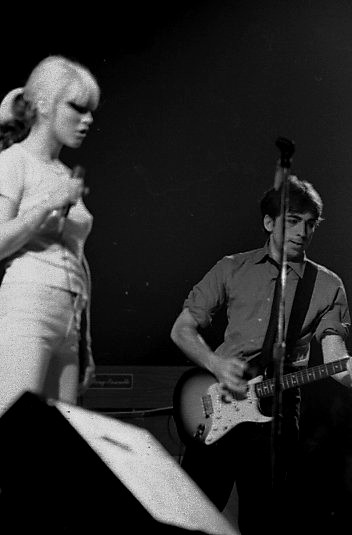
Chris Stein et la chanteuse Debbie Harry

Christopher « Chris » Stein, né à Brooklyn, New York le 5 janvier 1950, est le cofondateur et guitariste du groupe new wave Blondie.

## Biographie
Chris Stein a produit l’album Miami du groupe Gun Club. Avec Blondie, il est producteur et interprète de la bande originale du film Wild Style. Stein est l'auteur de Sunday Girl, un des titres les plus connus du groupe, avec ou sans Debbie Harry ; il a dirigé la maison d'édition des disques Animal Records de 1982 à 1984. En 1983, une maladie auto-immune dermatologique rare est diagnostiquée chez Chris, le pemphigus. Il en vient à bout, et poursuit depuis sa carrière au sein de Blondie.

### Vie privée
Chris Stein et Deborah Harry ont eu une relation ensemble, à l'époque où ils formaient le groupe Blondie. Pendant plusieurs années, au milieu des années 1980, Chris Stein souffrant d'une maladie auto-immune rare, Debbie Harry a interrompu sa carrière musicale pour le soigner jusqu'à sa guérison. Ils ont fini par se séparer, mais ont cependant poursuivi leur collaboration, plus particulièrement après que Blondie s'est reformé en 1997.
Il a épousé l'actrice Barbara Sicuranza, en 1999 ; ils sont parents de deux filles, Akira et Valentina.